# René Leleu
René Leleu, nacido en 1911 en Lille y fallecido en 1984 en París, fue un escultor francés. 
Alumno de Aimé Blaise en la Escuela de Bellas Artes de Lille en compañía de Emile Morlaix, Lucien Fenaux, Gaston Watkin y Gerard Choain. Posteriormente de Paul Landowski y Gaumont en la École nationale supérieure des beaux-arts de París. Ganador del Gran Premio de Roma en 1939.
Es el autor de una de las esculturas en bronce del Memorial de la Francia combatiente en Mont Valérien. Diez esculturas de bronce, legadas por el artista, están expuestas en el Palacio de Bellas Artes de Lille. Otras obras están expuestas en el Museo de la Santa Cruz de Sables de Olonne y en el museo de Bellas Artes de Valenciennes.
Es miembro fundador del Salon Comparaisons.
Como docente en la Escuela Regional de Bellas Artes de Rouen fue profesor de Michel Bassompierre.

## Obras

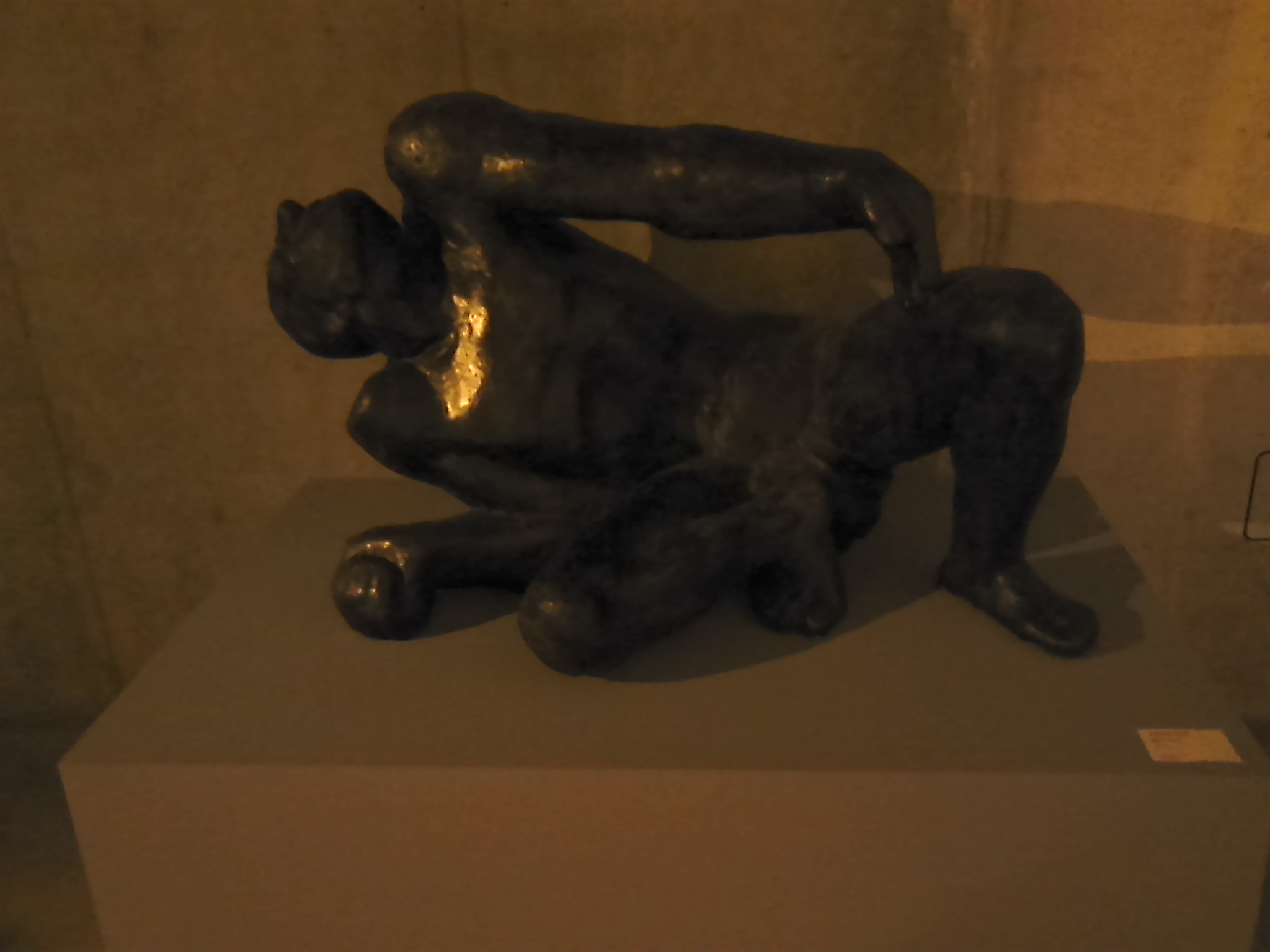
Héros mourant, Palacio de Bellas Artes de Lille.

- Alençon, bronce, representa al ave Fénix resurgiendo de sus cenizas, en homenaje a la liberación de la ciudad normanda de Alençon, la 2ª División Blindada del general Leclerc, desembarcó en Normandía, liberó Alençon el 11 de agosto de 1944. La armada francesa obtuvo así sobre el suelo nacional su primera gran victoria por la liberación; Memorial de la Francia combatiente, Mont Valérien.
- Héros mourant, escayola, Palacio de Bellas Artes de Lille
- Combattant, bronce , Palacio de Bellas Artes de Lille
- Minotauromachie, escayola, museo de Valenciennes.
- Le Silence, bronce dorado, Museo nacional de arte moderno París